# Helen Czerski
Helen Czerski (1 de novembro de 1978) é uma física, oceanografista e apresentadora de televisão britânica. É Research Fellow no Departamento de Engenharia Mecânica da University College London. Trabalhou anteriormente no Institute for Sound and Vibration Research da Universidade de Southampton.

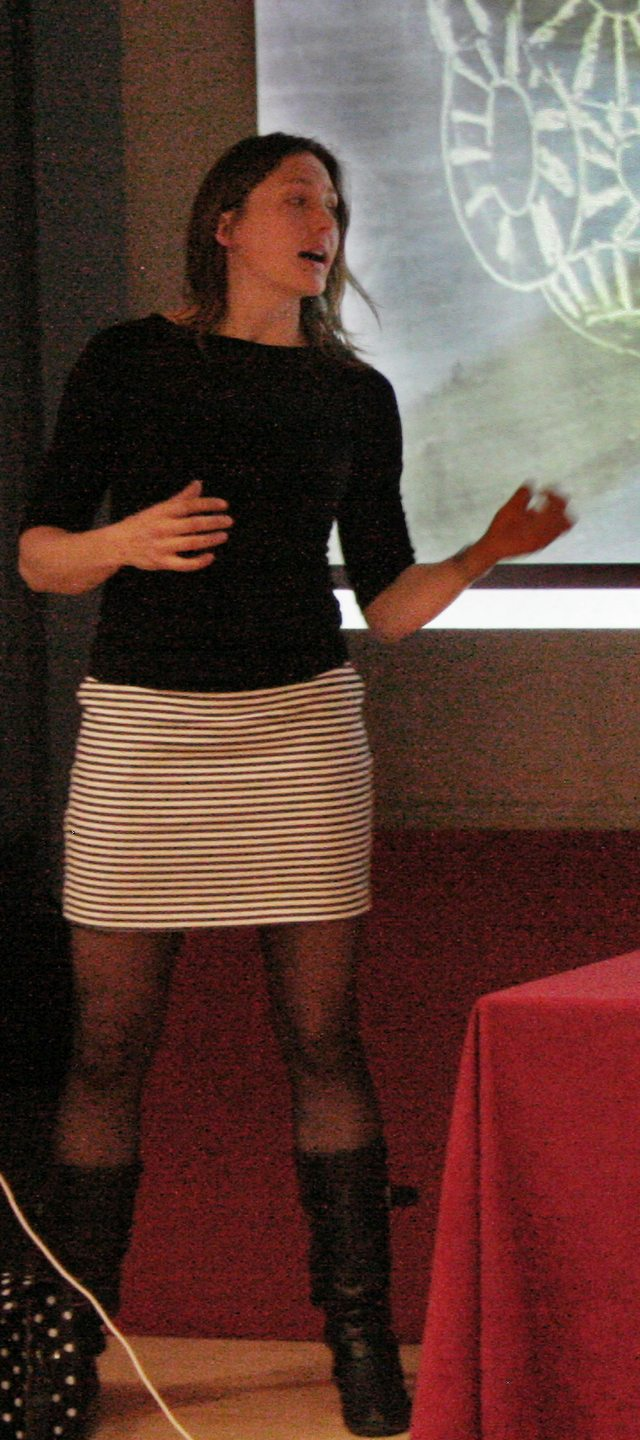
Helen Czerski no Cambridge Science Festival 2013

## Vida
Czerski passou a infância e juventude em Altrincham, próximo a Manchester, e frequentou a Altrincham Grammar School for Girls. Graduou-se no Churchill College da Universidade de Cambridge, onde obteve os graus de Master of Arts e Master of Science em ciências naturais e um PhD em física experimental dos explosivos, particularmente RDX.

## Transmissão televisiva
Czerski é apresentadora regular de ciências na BBC. Seus programas incluem:
- Orbit: Earth's Extraordinary Journey, uma série em três partes na BBC Two, março de 2012, co-apresentada com Kate Humble.[8]
- Operation Iceberg, a two-part series on BBC Two, outubro de 2012.[9]
- The Transit of Venus, BBC Two, junho de 2012, Horizon.[10]
- Stargazing Challenges, BBC Two.
- Dara Ó Briain's Science Club, BBC Two.
- The Secret Life of the Sun, BBC Two, julho de 2013.[11]
- Pop! The Science of Bubbles, BBC Four, abril de 2013.
- The £10 Million Challenge, a Horizon which launched the Longitude Prize 2014.[12]
- Royal Institution Christmas Lectures - Planet Earth: A user's guide, dezembro de 2020, BBC Four series[13][14]

## Publicações
- Storm in a Teacup: The Physics of Everyday Life. Bantam Press, 2016. ISBN 0593075420 whose version in Italian translation won the third edition (2018) of Premio ASIMOV (Asimov award) for the best book in scientific dissemination published in Italy.
- Czerski, Helen (1 de novembro de 2018). Bubbles. illus. Chris Moore. London: Ladybird Books. ISBN 978-0-7181-8829-0